# Renault Russie
Renault Russie, connu jusqu'en 2014 sous le nom d'Avtoframos, était une entreprise automobile russe créée en 1998 par la ville de Moscou et Renault. C'était une filiale à 100% de Renault à partir de 2012. La société a disparu en mai 2022 et ses actifs ont été acquis par le gouvernement de la ville de Moscou.

## Histoire
En juillet 1998, le maire adjoint de Moscou de l'époque, Valery Shantsev, et un représentant de Renault signent un accord de création une coentreprise automobile, basée sur une ancienne installation d'OAO Moskvitch, Renault et Moscou possédant à parts égales la nouvelle société. L'assemblage d'automobiles commence en avril 1999. En 2005, l'usine tourne à pleine production et en 2010 sa capacité est doublée à 160 000 voitures par an.
En octobre 2004, Renault achète 26% de la part de Moscou dans le partenariat et en 2006 augmente sa participation à 94,1%. Fin 2012, le constructeur automobile français rachète la participation restante d'Avtoframos,,.
En juillet 2014, Renault annonce le changement de nom de sa filiale russe, en changeant son nom d'Avtoframos en Renault Russie afin de renforcer la relation de l'entreprise avec les voitures de fabrication russe Renault aux clients.
En mars 2022, à la suite de l'invasion russe en Ukraine et de la pression internationale, Renault « suspend » les opérations de Renault Russie. En mai 2022, Renault a annoncé qu'il avait accepté de revendre l'entreprise au gouvernement de Moscou. La ville de Moscou prévoit d'utiliser les actifs de Renault Russie pour relancer la production badgée Moskvitch.
Le 17 mai 2022, Renault cède sa filiale Renault Russie et sa participation dans AvtoVAZ (67,69%) pour 1 rouble symbolique à l'organisme d'Etat russe chargé de l'industrie NAMI.

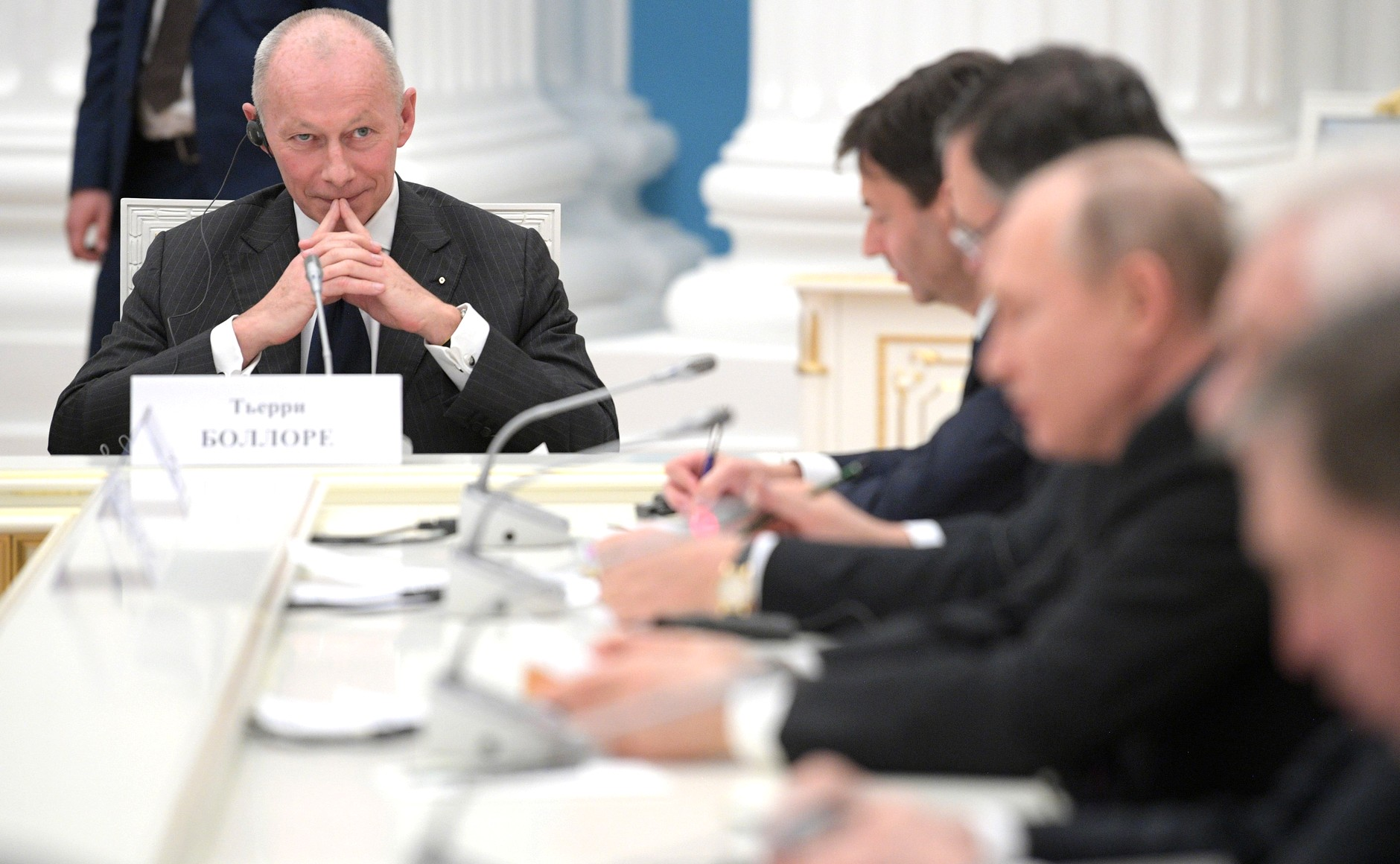
Le directeur général du groupe Renault Thierry Bolloré au Kremlin en 2019, Vladimir Poutine à droite.

## Productions
De fin 2002 à 2004, l'usine produit la Renault Symbol, version tricorps de la Renault Clio,.
À partir de 2005, l'usine assemble la Renault Logan. La production totale en 2007 a été de 69 000 voitures, avec une augmentation à 73 000 voitures en 2008.
En 2009, l'usine commence à produire la berline Renault Sandero, suivie par le Renault Duster en 2011.
En 2013, l'entreprise produit 195 112 véhicules : le Duster, la Mégane, la Fluence, la Logan et la Sandero.
En 2019 est produit le Renault Arkana pour le marché russe.